# Antrohyphantes sophianus
Antrohyphantes sophianus là một loài nhện trong họ Linyphiidae.
Loài này thuộc chi Antrohyphantes. Antrohyphantes sophianus được Drensky miêu tả năm 1931.